# Lagonda Rapide
La Lagonda Rapide est une automobile construite par le constructeur britannique Aston Martin entre 1961 et 1964.

## Description
David Brown souhaitait faire revivre la marque Lagonda qu'il avait achetée en 1948. Il reprit le nom Rapide qui avait été utilisé par Lagonda dans les années 1930. La voiture est basée sur l'Aston Martin DB4. Cinquante-cinq exemplaires ont été produits.

## Technique
La Rapide utilise un 4.0 L six cylindres à double arbre à cames, qui sera plus tard utilisé pour l'Aston Martin DB5. La plupart des voitures ont été fournies avec une boîte automatique 3 vitesses. Les panneaux de carrosserie extérieurs ont été construits en alliage d'aluminium sur un cadre en acier tubulaire. L'intérieur a été tapissé en cuir et a eu un tableau de bord ronce de noyer.

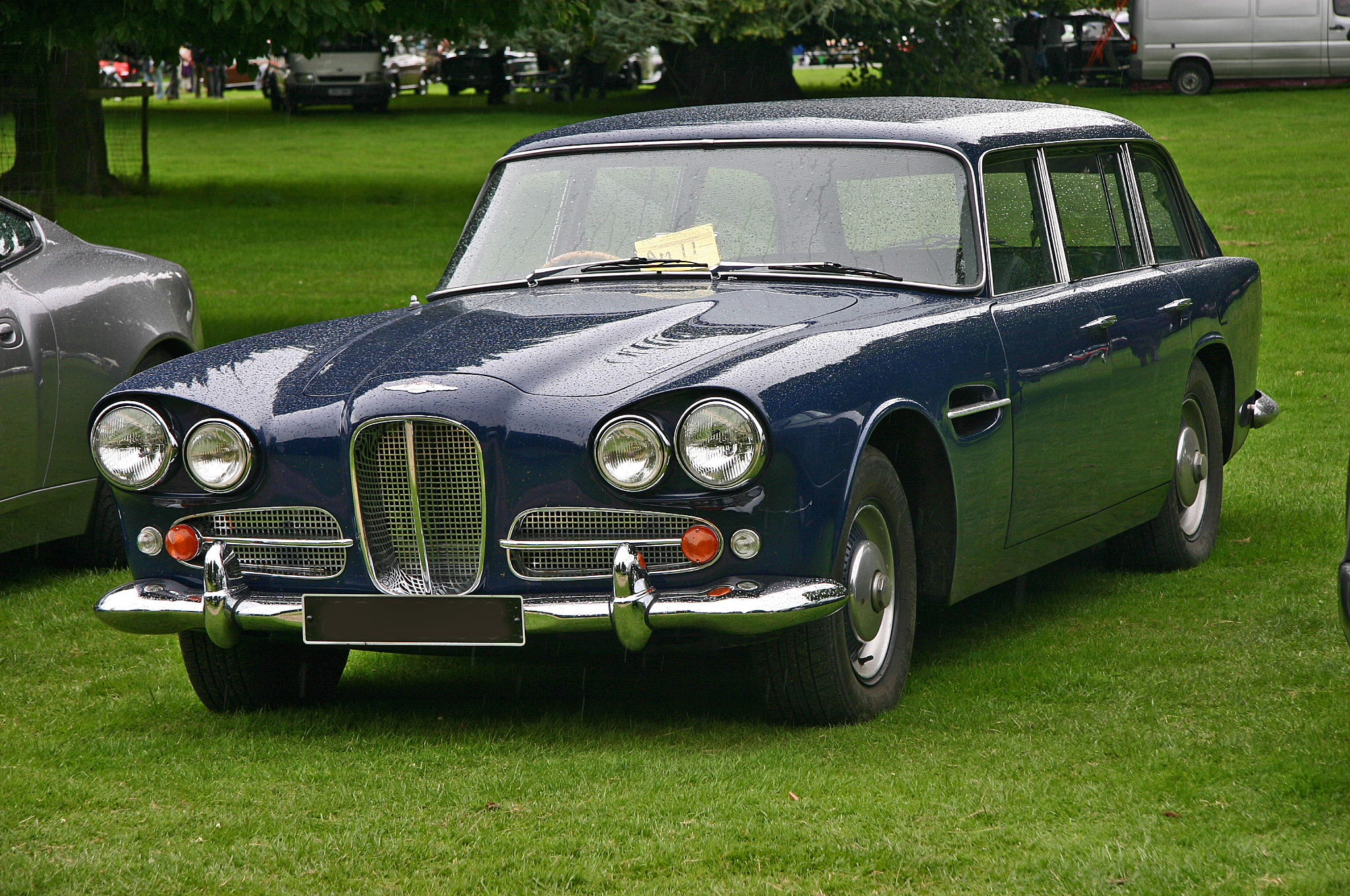
Lagonda Rapide Shooting Brake.
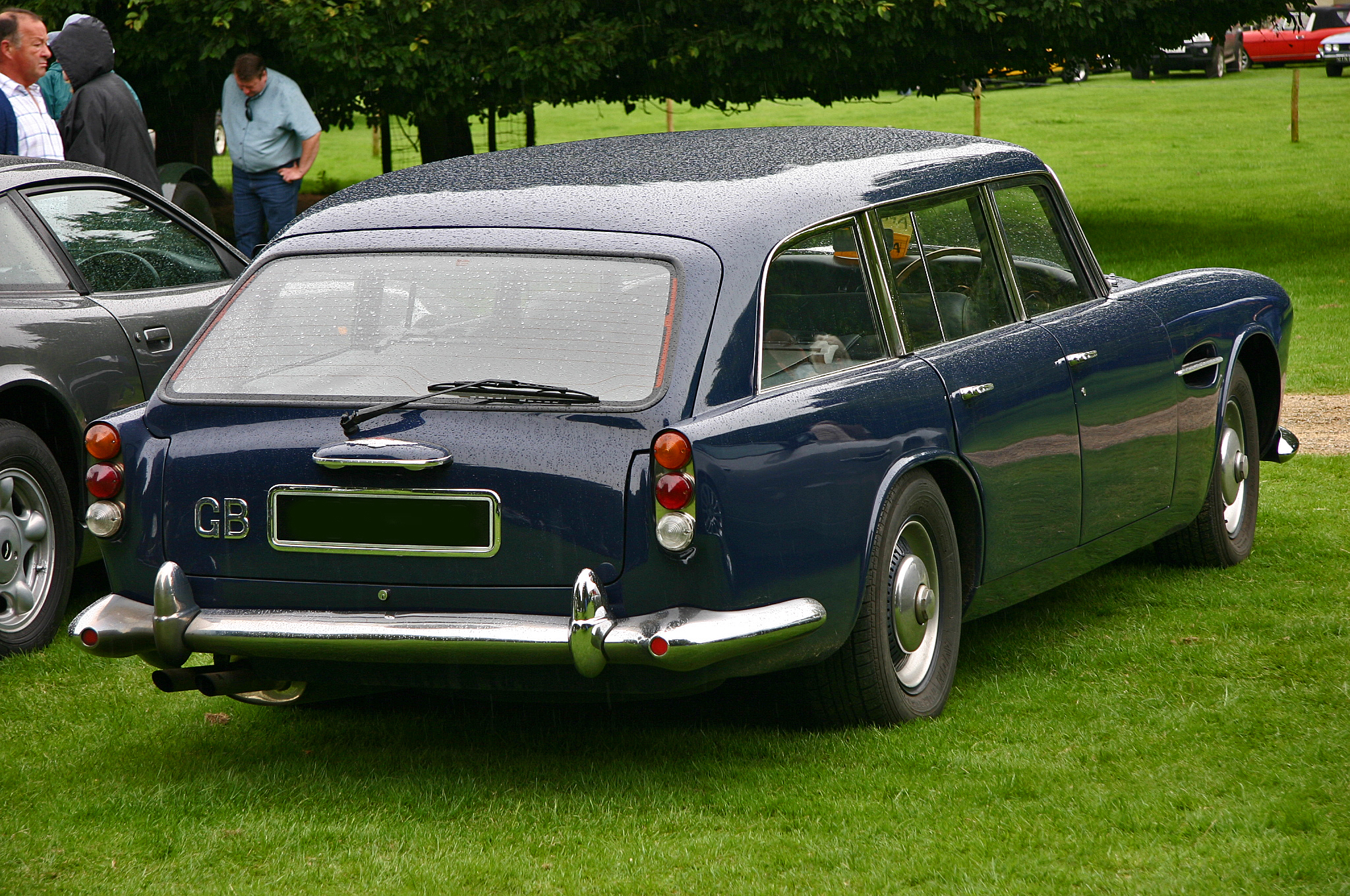
Lagonda Rapide Shooting Brake.